# Ekstakusten
Ekstakusten är ett naturreservat i Eksta socken på västra Gotland.
Naturreservatet omfattar en sträcka på 6 kilometer längs kusten innanför Karlsöarna från Djupvik fram till Hammarudd, Gotlands västligaste punkt, där Ugnens fågelskyddsområde möter. Från kusten med sina klapperstensstränder har man en storslagen utsikt mot de båda Karlsöarna. Innanför stranden möter en tallbeväxt sanddyn, täckt av en vindpinad tallskog. Längs vägen ligger fiskeläget Kronvalds, där ett bestånd av den sällsynta martornen förekommer.

## Bilder

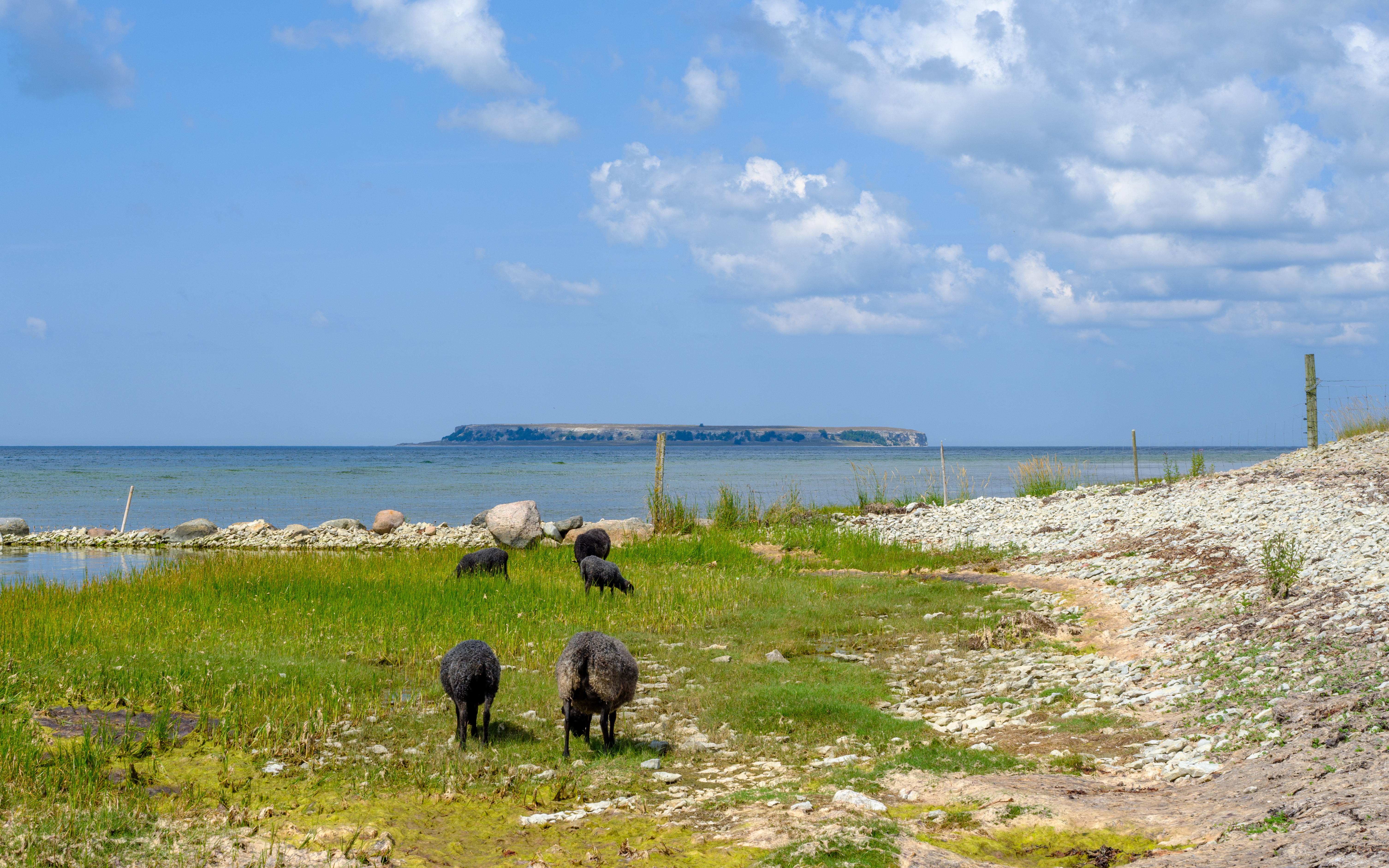
Gotlandsfår betar vid den västligaste punkten på Gotland med lilla Karlsö i bakgrunden.
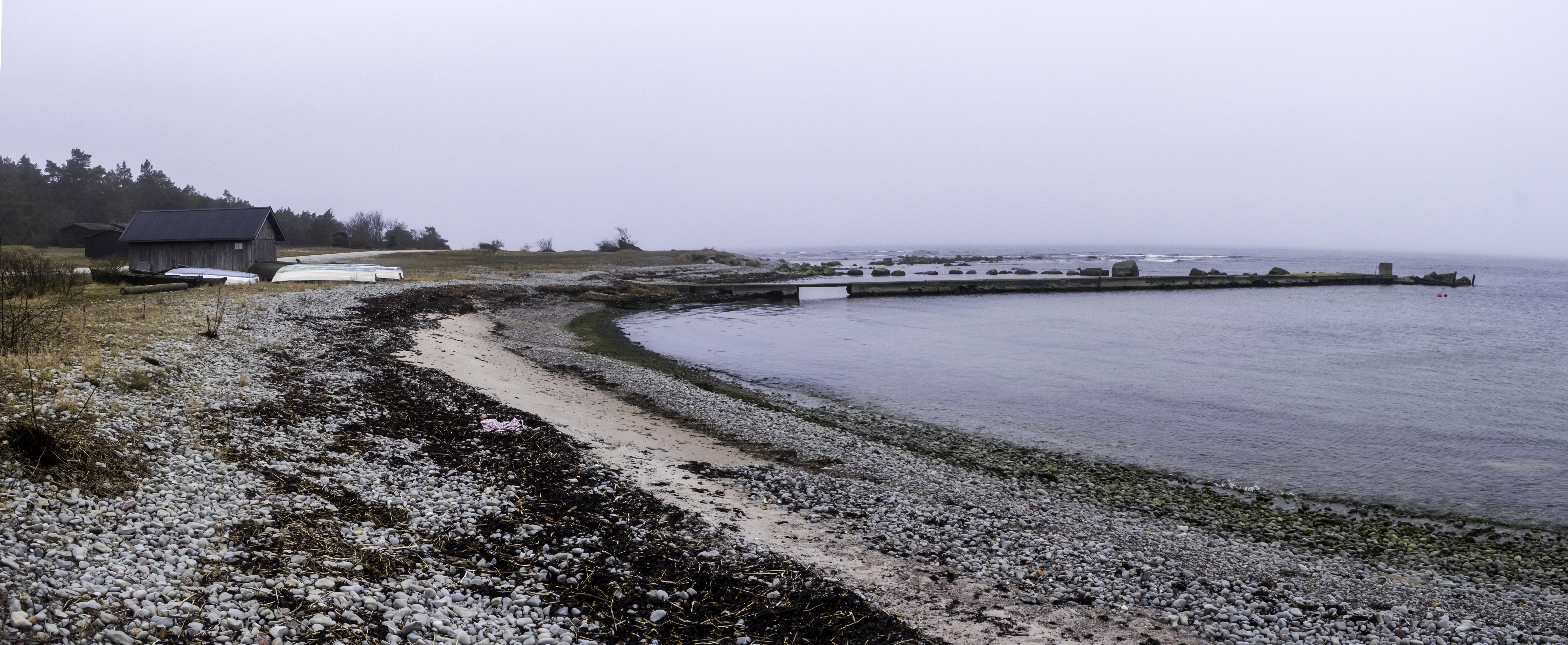
Stranden vid Kronvalds fiskeläger.